# Ator de crise

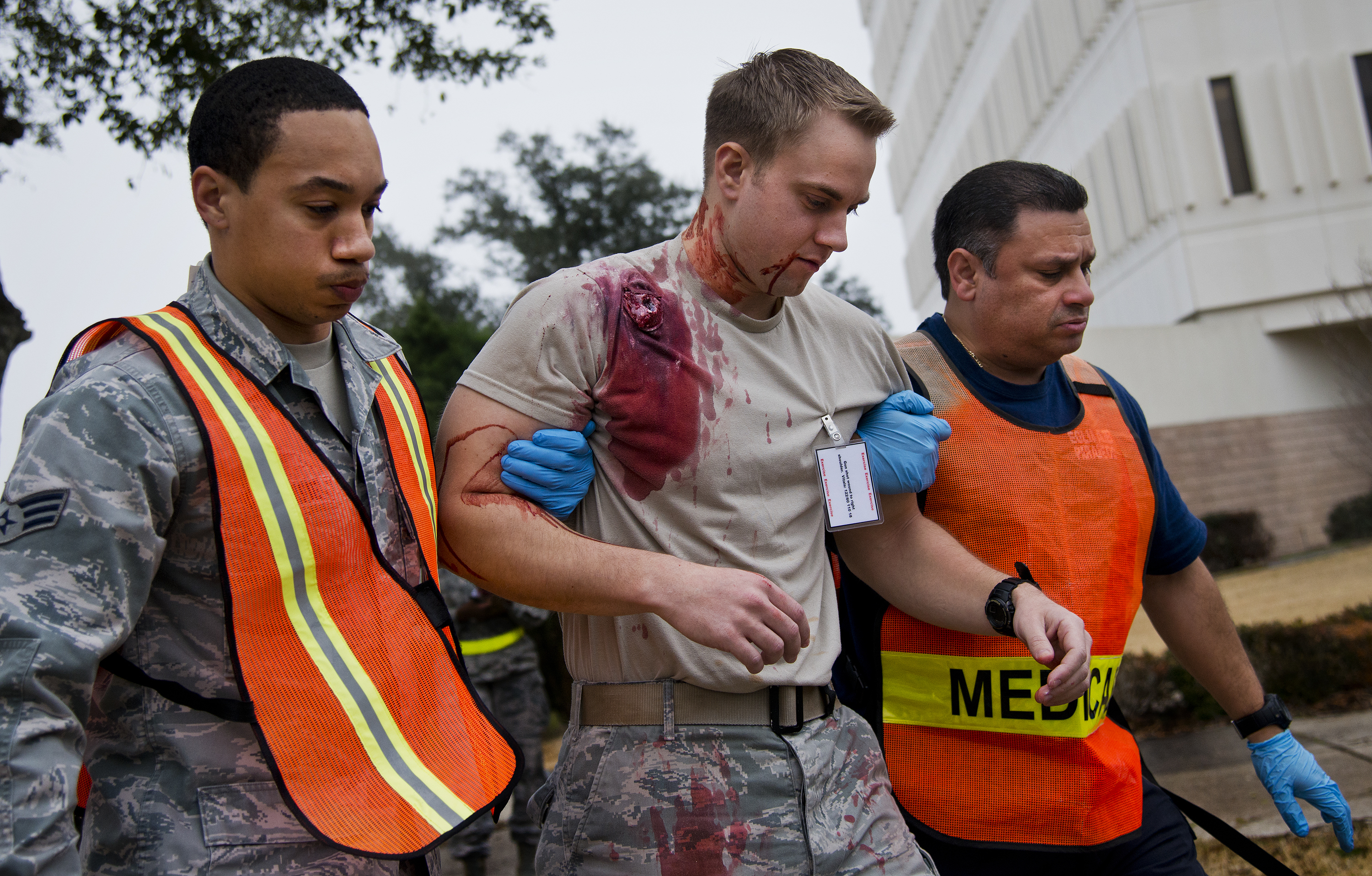
Técnicos de emergência médica do 96º Grupo Médico a moverem um aviador que faz de contar estar ferido para um local seguro durante um exercício de atirador ativo na Base Aérea Eglin na Flórida em 2014.

Um ator de crise, ator-paciente ou ator vítima é um ator treinado, voluntário ou outra pessoa envolvida em retratar uma vítima de um desastre durante simulações de emergência para treinar first responders como polícia, bombeiros ou técnicos de emergência médica. Os atores de crise são usados parar criar simulações de alta-fidelidade de desastres para permitir que os profissionais pratiquem as suas habilidades e para ajudar os serviços de emergência a prepararem-se e treinar em cenários realísticos como parte de exercícios de desastre em grande escala. O termo tem também sido usado por teoristas da conspiração que alegam que alguns tiroteios em massa e outros eventos de terror são encenados para o avanço de vários objetivos políticos como o de avançar medidas de controlo de armas.

## Simulações de treino de desastres
Os atores têm o papel de representar vítimas e simular ferimentos específicos de um desastre para adicionar realismo a um exercício de emergência. Maquilhagem e cosméticos teatrais, além de peças de borracha e látex, são frequentemente usados para simular uma variedade de lesões ou condições médicas que realisticamente retratam os ferimentos das vítimas, uma prática conhecida como moulage médica.
Os atores que retratam repórteres, familiares das vítimas, e cidadãos preocupados são também usados nas simulações para treinar os profissionais do centro de operações de emergência para lidar com uma variedade de demandas e pedidos emocionalmente carregados.

## Teorias de conspiração e difamação
Nos Estados Unidos, o termo tem sido usado por teoristas de conspiração que alegam que alguns tiroteios em massa e outros eventos de terror são encenados para o avanço de vários objetivos políticos como avançar com medidas de controlo de armas. O uso do termo pelos teoristas pensa-se ter originado em 2012, quando uma publicação num blog de um antigo professor e teorista da conspiração James Tracy sugeriu que o governo poderia ter contratado uma agência de atores chamada Visionbox para ajudar a encenar o Tiroteio na escola primária de Sandy Hook. Visionbox oferecia treino dramático "em comportamento criminal e de vítimas" a atores para ajudar a "trazer realismo intenso a incidentes simulados de vítimas em massa em locais públicos".
Tracy também promoveu uma teoria de conspiração de atores de crise no Atentado à Maratona de Boston de 2013. Os teoristas alegaram falsamente que tais ataques são "operações de bandeira falsa" encenados por conspiradores, normalmente o governo ou forças corporativas, para conquistar algum objetivo como justificar a crescente vigilância governamental, desarmamento do público, ou ação militar contra nações ou grupos culpados. Os atores de crise alegadamente neste contexto fazem de transeuntes ou testemunhas, profissionais de resposta de emergência, e (com a ajuda de maquilhagem de palco) vítimas feridas do ataque.[carece de fontes?]
Defensores da teoria de conspiração incluem Alex Jones e veículos de informação como o True Pundit. Em abril de 2018, pais de duas crianças que foram mortas no tiroteio de Sandy Hook lançaram uma ação judicial contra Jones por difamação "acusando-o e ao website InfoWars de se envolverem numa campanha de 'asserções falsas, cruéis e perigosas'". Em novembro de 2021, Jones foi considerado responsável por defeito depois de ter falhado em fornecer documentos ao tribunal e anunciar que iria recorrer da decisão. Em agosto de 2022, o júri de Heslin v. Jones ordenou que Jones pagasse $4.1M em danos compensatórios e $45.2M em danos punitivos. Durante o julgamento, Jones admitiu que o tiroteio de Sandy Hook foi "100% real", e concordou com o seu próprio advogado que foi "absolutamente irresponsável" ao empurrar mentiras sobre o tiroteio e as suas vítimas.
Durante a Guerra em Gaza, acusações das vítimas em ambos os lados serem "atores de crise" têm circulado nas redes sociais.